# تقانة الجدل
تقانة الجدل أو تقانة الحجج (بالإنجليزية: Argument technology)‏ هي مجال فرعي للذكاء الاصطناعي يركز على تطبيق التقنيات الحسابية لإنشاء الحجج والمناقشات وتحديدها وتحليلها والتنقل فيها وتقييمها وتصورها. في الثمانينيات والتسعينيات من القرن الماضي، تم الاستفادة من النظريات الفلسفية للحجج بشكل عام، ونظرية الحجج بشكل خاص، للتعامل مع التحديات الحسابية الرئيسية، مثل نمذجة الاستدلال غير الرتيب والقابل للتنفيذ وتصميم بروتوكولات تنسيق قوية للأنظمة متعددة الوكلاء. في الوقت نفسه، تم تقديم آليات لحساب دلالات أطر الجدال كطريقة لتوفير حساب للجدل لحساب ما يمكن تصديقه في سياق الحجج المتضاربة.